# ایرآباد
ایرآباد ، روستایی از توابع بخش مرکزی شهرستان فریمان در استان خراسان رضوی ایران است.این روستا در دهستان بالابند قرار دارد.سطح تحصیلات اهالی زبان زد است.مسجد و گلخانه و ....امکانات برق و گاز و آب ...را داراست.

## جمعیت
این روستا در دهستان بالابند قرار دارد و براساس سرشماری مرکز آمار ایران در سال ۱۳۸۵، جمعیت آن زیر سه خانوار بوده‌است.